# Toribio de Mogrovejo

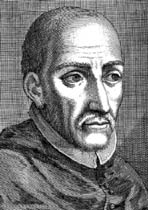
Toribio de Mogrovejo

Toribio de Mogrovejo alias Turibius von Lima (* 18. November 1538 in Mayorga, Spanien; † 23. März 1606 in Saña, Peru) war ein spanischer Missionar und dritter Erzbischof von Lima. Er wurde heiliggesprochen und zum Schutzpatron der lateinamerikanischen Bischöfe erklärt. Von den Einheimischen wird er als „Beschützer der Indios“ verehrt.

## Leben
Der heilige Toribio wurde 1538 in Spanien geboren. Er studierte Rechtswissenschaften und war Präsident des Kirchengerichts von Granada, als ihn der spanische König Philipp II., der von seinen vielfältigen Begabungen erfahren hatte, dem Papst für die Ernennung zum Erzbischof von Lima vorschlug. Toribio selbst zweifelte an seiner Fähigkeit für das bischöfliche Amt und sagte erst nach dreimonatiger Bedenkzeit zu.
1581 kam Toribio nach Lima. Als Erzbischof widmete er sich mit seiner ganzen Kraft zum einen der Beendigung des sittlichen und geistlichen Verfalls im Klerus. Zum anderen verurteilte er in aller Schärfe die Grausamkeiten der Konquistadoren, insbesondere jede Form des Missbrauchs und der Unterdrückung der besiegten Indigenen. Indem er unwürdige und unfähige Kleriker tadelte und die Verbrechen der Herrschenden öffentlich ansprach, schuf er sich viele Feinde. Den Unmut der von ihm Zurechtgewiesenen kommentierte Toribio mit dem Satz, der Einzige, der mit ihm zufrieden sein müsse, sei der Herrgott. Er besuchte drei Mal das gesamte Territorium seiner Erzdiözese, das er größtenteils zu Fuß oder auf einem Maultier bereiste. Er bekehrte zahlreiche Indios, veranstaltete Treffen für Priester und Bischöfe, gründete das erste Priesterseminar, beteiligte die Ordensleute an der Arbeit in den Pfarreien und während seiner Zeit als Bischof verdoppelte sich die Zahl der Pfarreien und Missionszentren. Er selbst teilte alles, was er besaß, mit den Armen. Am 23. März 1606 starb er an diesem Gründonnerstag in einer abgelegenen Kapelle bei den Indios, wo er predigte und die Indios in ihrem Glauben bestärkte.

## Heiligsprechung, Verehrung und Gedenken
Toribio de Mogrovejo wurde von Papst Benedikt XIII. 1726 heiliggesprochen.
2006 feierte die katholische Kirche in Peru den 400. Todestag des heiligen Toribio mit einem Festgottesdienst in der Kathedrale von Lima und mit einer Prozession der Reliquien des Heiligen. Zudem widmete sich ein wissenschaftlicher Kongress seiner Persönlichkeit, seinem Lebenswerk und seiner Bedeutung für die Geschichte Perus.